# Ethikunterricht in Deutschland
Ethikunterricht in Deutschland dient der Vermittlung von Werten bzw. der Diskussion darüber, dem Vermitteln von Wissen über Religionen und Weltanschauungen sowie der Diskussion über philosophische Fragestellungen. Je nach Bundesland ist Ethikunterricht entweder als Ersatzfach für Schüler, die nicht am Religionsunterricht teilnehmen, als Wahlpflichtfach oder als ordentliches Lehrfach konzipiert. Im Unterschied zum konfessionell gebundenen Religionsunterricht soll der Ethik-Unterricht religiös-weltanschaulich neutral gehalten sein.

## Geschichte

### Vorgeschichte in der alten BRD
Bis in die 1970er Jahre ließen sich in den Ländern der alten Bundesrepublik, in denen evangelischer und katholischer Religionsunterricht Pflichtfach war, nur wenige Schüler vom Religionsunterricht befreien. Die Zahl der Befreiungen nahm jedoch im Laufe der Jahre zu, weil immer mehr Schüler einer anderen Religion angehörten bzw. die fortschreitende Säkularisierung die bis dahin wirksamen Bindungen an die Kirchen stark lockerten.
Als Ersatz wurde für diese Schüler in etlichen Bundesländern Ethikunterricht als verpflichtendes Ersatzfach eingerichtet. Dies hatte auch schulorganisatorische Gründe, denn Schüler, die vom Religionsunterricht abgemeldet und noch nicht volljährig sind, unterliegen der schulischen Aufsichtspflicht. Die Schulen waren daher bemüht, einen Ersatzunterricht einzuführen. (Siehe hierzu auch: Teilnahme am Religionsunterricht)
Auch die Kirchen hatten ein Interesse an der Einführung eines solchen Ersatzunterrichts, denn sie erhofften sich davon eine wieder steigende Teilnahme am Religionsunterricht.

### Erste Beschlüsse und ihre Umsetzung in der alten BRD
Die Katholische Kirche (Beschluss der Gemeinsamen Synode der Bistümer vom 22. November 1974) sowie ein Jahr später die Evangelische Kirche (Beschluss des Ausschusses Bildung und Erziehung der Synode der Ev. Kirche in Hessen und Nassau vom 22./23. August 1975) fassten den Beschluss, für die Nichtteilnehmer am Religionsunterricht den „Ersatzunterricht“ zu fordern.
Dies korrespondiert mit nachfolgenden Grundsatzentscheidungen der Bundesländer nur wenige Jahre später, die diese Forderung der Kirchen auf eine rechtspolitische Grundlage stellten:
- Baden-Württemberg 1976 (Regeleinführung des Ethikunterrichts 1983)
- Hamburg 1977
- Hessen, Niedersachsen und das Saarland 1978

Im Anschluss wurden Lehrplankommissionen eingesetzt und in den meisten Bundesländern bereits in der ersten Hälfte der 1980er Jahre Lehrpläne in Kraft gesetzt, so dass nach und nach der Ethikunterricht alsbald Teil des Stundenplans werden konnte. (Ausnahmen bildeten hierzu lediglich Berlin und Bremen, die erst ab 1993 Lehrpläne dazu ausweisen.) Tatsächlich waren dann auch, wie von den Kirchen erhofft, die Abmeldungen vom Religionsunterricht wieder rückläufig.

### Situation nach 1990
Durch die Deutsche Wiedervereinigung 1990 gilt Art. 7 GG für ganz Deutschland. Durch die ebenfalls im Grundgesetz verankerte Bremer Klausel findet Art. 7 Abs. 3 Satz 1 GG jedoch keine Anwendung in einem Lande, in dem am 1. Januar 1949 eine andere landesrechtliche Regelung bestand.

## Bezeichnung und Status
Den Ethikunterricht einzurichten ist in Deutschland Sache der Bundesländer. Ethik (auch: Praktische Philosophie) wird in der Regel in Sekundarstufe I (Klassen 7–10; in Bayern ab Klasse 5, in Sachsen und Sachsen-Anhalt ab der 1. Klasse, in Rheinland-Pfalz ab Klasse 4) und Sekundarstufe II (Klassen 11–13) je nach geltendem Recht eines Bundeslandes als Ersatzfach, Wahlpflichtfach oder als ordentliches Lehrfach erteilt. Die in den Bundesländern graduell voneinander abweichenden Inhalte und Schwerpunkte des Ethikunterrichtes finden auch in unterschiedlichen Bezeichnungen dieses Unterrichtsfaches ihren Niederschlag. In Niedersachsen wird seit 2017 in einer Erprobungsphase Werte und Normen auch in einigen Grundschulen unterrichtet.

### Bezeichnung in den Bundesländern
- Ethik: Baden-Württemberg, Bayern, Berlin, Hessen, Rheinland-Pfalz, Sachsen, Thüringen
- Ethikunterricht: Sachsen-Anhalt
- Allgemeine Ethik: Saarland
- Lebensgestaltung-Ethik-Religionskunde (LER): Brandenburg
- Philosophie: Bremen, Hamburg, Schleswig-Holstein
- Philosophieren mit Kindern: Mecklenburg-Vorpommern
- Praktische Philosophie: Nordrhein-Westfalen
- Werte und Normen: Niedersachsen[2]

### Ersatzfach
Den Status eines Ersatzfaches hat der Ethikunterricht derzeit in Baden-Württemberg, Bayern, Mecklenburg-Vorpommern, Niedersachsen, Hessen, Rheinland-Pfalz, im Saarland und in Schleswig-Holstein. Zum Ersatzfach siehe auch weiter oben: Vorgeschichte und Erste Beschlüsse und ihre Umsetzung
Der Ersatzunterricht in Ethik ist Pflichtunterricht für alle Schüler, die nicht am Religionsunterricht teilnehmen, was 1998 vom Bundesverwaltungsgericht bestätigt wurde, nachdem es den Ethikunterricht als Ersatz-Pflichtfach für zulässig erklärt hat.

### Wahlpflichtfach
In den Bundesländern Hamburg, Nordrhein-Westfalen, Sachsen, Sachsen-Anhalt und Thüringen hat der Ethikunterricht den Status eines Wahlpflichtfachs, d. h., die Schüler der betreffenden Jahrgangsstufen haben de facto die Möglichkeit, zwischen Religion und Ethik als gleichrangige Alternativen zu wählen. Dadurch hat das Fach Ethik de facto keine Ersatzfunktion, sondern steht in Konkurrenz zum Fach Religion. Die grundgesetzlich vorgeschriebene Stellung des Religionsunterrichts als ordentliches Lehrfach macht dabei jedoch erforderlich, dass die Schüler, die Ethik belegen wollen, förmlich ihre Abmeldung vom Religionsunterricht erklären.
In Nordrhein-Westfalen ist zudem geplant, den Praktische Philosophie-Unterricht ähnlich wie den Ethikunterricht in Berlin und LER in Brandenburg zu einem für alle Schüler geltenden Pflichtfach auszubauen.

### Ordentliches Lehrfach (Pflichtfach)
In Berlin ist Ethik seit dem 23. März 2006 für die 7. bis 10. Klassen ordentliches Lehrfach, während Religionsunterricht und Humanistischer Lebenskundeunterricht zusätzlich als freiwilliges, nicht versetzungsrelevantes Wahlfach angeboten werden. Der Volksentscheid, der Ethik und Religionsunterricht zu Wahlpflichtfächern machen wollte, wurde im April 2009 mehrheitlich abgelehnt.

### Besonderheiten
- In Brandenburg wurde Lebensgestaltung-Ethik-Religionskunde bzw. LER nach einem Modellversuch (1992–1995) ab 1996 zu einem Pflichtfach und wird seit dem Schuljahr 2004/05 flächendeckend für die Klassen 7 – 10 erteilt. Im April 1996 verabschiedete der Brandenburgische Landtag ein Schulgesetz, das die Einführung von LER als allgemein bildendes Schulfach vorsah. Es eröffnete den Schülern auch die Möglichkeit, sich vom LER-Unterricht abzumelden. Sie haben seither drei Möglichkeiten:[4]

1. ausschließlich den LER-Unterricht zu besuchen,
2. zusätzlich zum LER-Unterricht auch das Angebot des Religionsunterrichts oder das der Humanistischen Lebenskunde wahrzunehmen,
3. ausschließlich den Religionsunterricht oder den Lebenskundeunterricht zu besuchen.

- In Bremen gibt es keinen Religionsunterricht in kirchlicher Verantwortung, sondern das überkonfessionelle Fach Biblische Geschichte/Religionskunde. Philosophie/Ethik ab Sekundarstufe I bzw. Philosophie ab Sekundarstufe II haben hierzu die Funktion eines Ersatzfachs bzw. eines Wahlpflichtfachs.[1]

## Unterrichtsituation in Deutschland
Die Fächer Philosophie, Ethik und verwandte Fächer werden in Deutschland zwar in allen Bundesländer als Wahlpflichtfach oder sogar Pflichtfach politisch gewollt und teilweise seit Jahrzehnten eingeführt. Sie werden aber in mehr als der Hälfte aller Fälle aufgrund Stellenmangels nicht unterrichtet. Wenn sie unterrichtet werden, werden sie oftmals fachfremd unterrichtet. Viele der unterrichtenden Fachlehrer haben die Fakultas zudem nicht in einem regulären Studium, sondern in Fortbildungen erworben.
Die folgende Auflistung zeigt am Beispiel Nordrhein-Westfalen, in wie viel Prozent der Schulen im Jahr 2006 das Wahlpflichtfach Praktische Philosophie, das in allen Schulformen und Schulstufen vorgesehen ist, in den Jahrgangsstufen 9 und 10 unterrichtet wurde:
- Hauptschulen: 27,0 %
- Realschulen: 46,7 %
- Gymnasien: 48,6 %
- Gesamtschulen: 51,6 %
- Förderschulen: 8,8 %
- Weiterbildungskolleg: 14,5 %

Diese Situation in den 2000er und 2010er Jahren war lange absehbar. Einerseits schien die Politik in Deutschland Ethik und ähnliche Fächer einführen zu wollen. Andererseits werden keine Mittel für ausgebildete Lehrkräfte bereitgestellt. Eine Studie der Uni Koblenz kam bereits 1997 zu dem Schluss:

„Ein Überblick über den Ethikunterricht in den Bundesländern weist im Punkt der Unterrichtserteilung auf einen bildungspolitischen Skandal. Zusammenfassend läßt sich sagen: In 15 von 16 Bundesländern ist ein Schulfach eingeführt worden, ohne daß der Staat sich hinreichend um eine qualifizierte Erteilung dieses Unterrichtes bemüht hat.
1. In 5 Bundesländern (Baden-Württemberg, Bayern, Brandenburg, Rheinland-Pfalz und dem Saarland) kann das Fach von allen Lehrern erteilt werden, „sofern sie sich nur dafür interessieren“ (!). Die Unterrichtserteilung ist hier, wie es in Baden-Württemberg heißt, „eine Frage der Erteilung fachfremden Unterrichts“. Im Saarland wird der Ethikunterricht vor allem und in Rheinland-Pfalz zu einem Drittel von Religionslehrern erteilt. (Welche Lehrkräfte sich in den anderen Ländern für das Fach interessieren, ist nicht bekannt.)
2. In Hamburg und Niedersachsen sollen die Lehrer des Faches entweder eine Lehrbefugnis für Philosophie oder Sozialwissenschaften aufweisen; in Niedersachsen sind überdies auch Religionswissenschaftler zugelassen.
3. In 4 Ländern (Berlin, Bremen, Hessen und Schleswig-Holstein) sind für die Erteilung des entsprechenden Unterrichts im Wesentlichen die Philosophielehrer zuständig.“

Die erste Gruppe erteilt Ethik generell fachfremd. Die zweite und dritte Gruppe erteilt nur auf den ersten Blick Ethik von Fachlehrern, da Fachlehrer fast ausschließlich in der Oberstufe zum Einsatz kommen; aus Sachsen und Sachsen-Anhalt liegen hierüber keine Angaben vor.

### Situation im Jahr 2013
Auch 2013 fast zwanzig Jahre nach der zunehmend flächendeckenden Einführung des Ethikunterrichts in der Sekundarstufe und der Koblenzer Studie sieht die Situation nicht anders aus.

„Ansonsten wird man in den meisten Bundesländern bestenfalls einen engagierten Ethikunterricht bekommen. Doch auch der wird manchmal von Laien übernommen, als ob es hier darum ginge, eine Schulklasse bei einem Wandertag zu betreuen. Dafür braucht man zwar einiges an pädagogischer Erfahrung und starke Nerven, kaum jedoch fachliche Vorbildung. So scheint man sich das zumindest in Bayern bisher mit der Ethik vorgestellt zu haben. Dort kann sie von den angehenden Lehrern nur als Drittfach belegt werden, den allermeisten fehlt sogar diese Qualifikation.“

Zwar bieten alle Bundesländer außer dem Saarland, also Baden-Württemberg, Bayern (seit 2002), Berlin, Brandenburg (seit 2003), Bremen, Hamburg, Hessen, Mecklenburg-Vorpommern, Niedersachsen, Nordrhein-Westfalen, Rheinland-Pfalz (seit 2007), Sachsen, Sachsen-Anhalt, Schleswig-Holstein und Thüringen, für Ethik/Philosophie/Werte und Normen-Lehrkräfte eigene Studiengänge an ("grundständiges Studium"). Mittlerweile gibt es auch in vielen Bundesländern zahlreiche Absolventen dieser Studiengänge. Alle Bundesländer außer dem Saarland qualifizieren Ethik/Philosophie/Werte und Normen-Lehrkräfte auch durch Fortbildungsmaßnahmen.
In Berlin zum Beispiel wurden 2006 für den Ethikunterricht in der Sekundarstufe I Lehrkräfte neben ihren sonstigen Unterrichtsverpflichtungen in drei Semestern jeweils an einem Tag pro Woche fort- bzw. weitergebildet. Da es jedoch noch nicht genügend Absolventen dieses Studiengangs gibt, werden derzeit (Stand: 2010) nicht selten Lehrkräfte (zumeist Klassenlehrer bzw. Klassenlehrerinnen) ohne diese Qualifikation mit der Unterrichtung dieses Faches beauftragt. Allerdings wurde eine dreistellige Anzahl an Absolventen des Studienganges Philosophie/Ethik nicht im Referendariat weitergebildet.

## Kooperationen
Insbesondere vor Einführung und stärkerer Frequentierung von Unterrichtsangeboten wie dem Ethikunterricht wurden hierzulande von den beiden „Hauptanbietern“ eines christlichen Religionsunterrichts unter evangelischer oder römisch-katholischer Trägerschaft oft auch ausführlich Inhalte und Fragen zur allgemeinen Religionskunde und zur Ethik behandelt – seit deren Einführung entwickeln sich auch immer häufiger Kooperationen zwischen Lehrkräften, die Religionsunterricht und ein nicht-religiöses Wertefach erteilen. Dies entspricht u. a. auch in Berlin einer Forderung seines Landesschulgesetzes (siehe § 12, 6), wonach im Ethikunterricht „von den Schulen einzelne Themenbereiche in Kooperation mit Trägern des Religions- und Weltanschauungsunterrichts gestaltet werden“ sollen.